# Maciej Łubieński

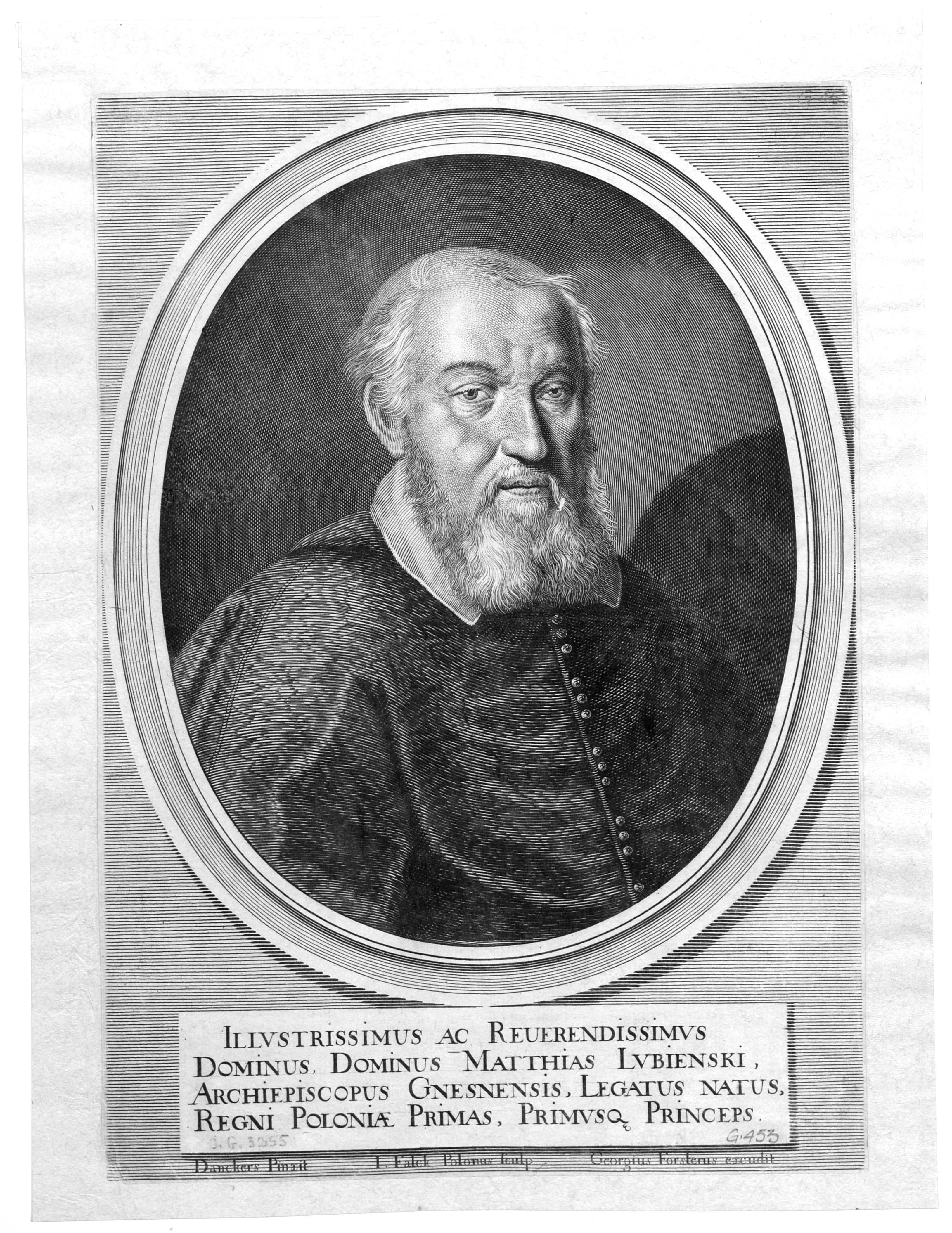
Erzbischof-Primas Maciej Łubieński (Grafik von Jeremiasz Falcks, 1652)

Maciej Łubieński Herb Pomian (* 2. Februar 1572 in Łubna-Jakusy; † 28. August 1652 in Łowicz) war Erzbischof von Gniezno und Primas von Polen-Litauen, Bischof von Posen, von Włocławek und von Chełm sowie der Bruder von Stanisław Łubieński.

## Leben

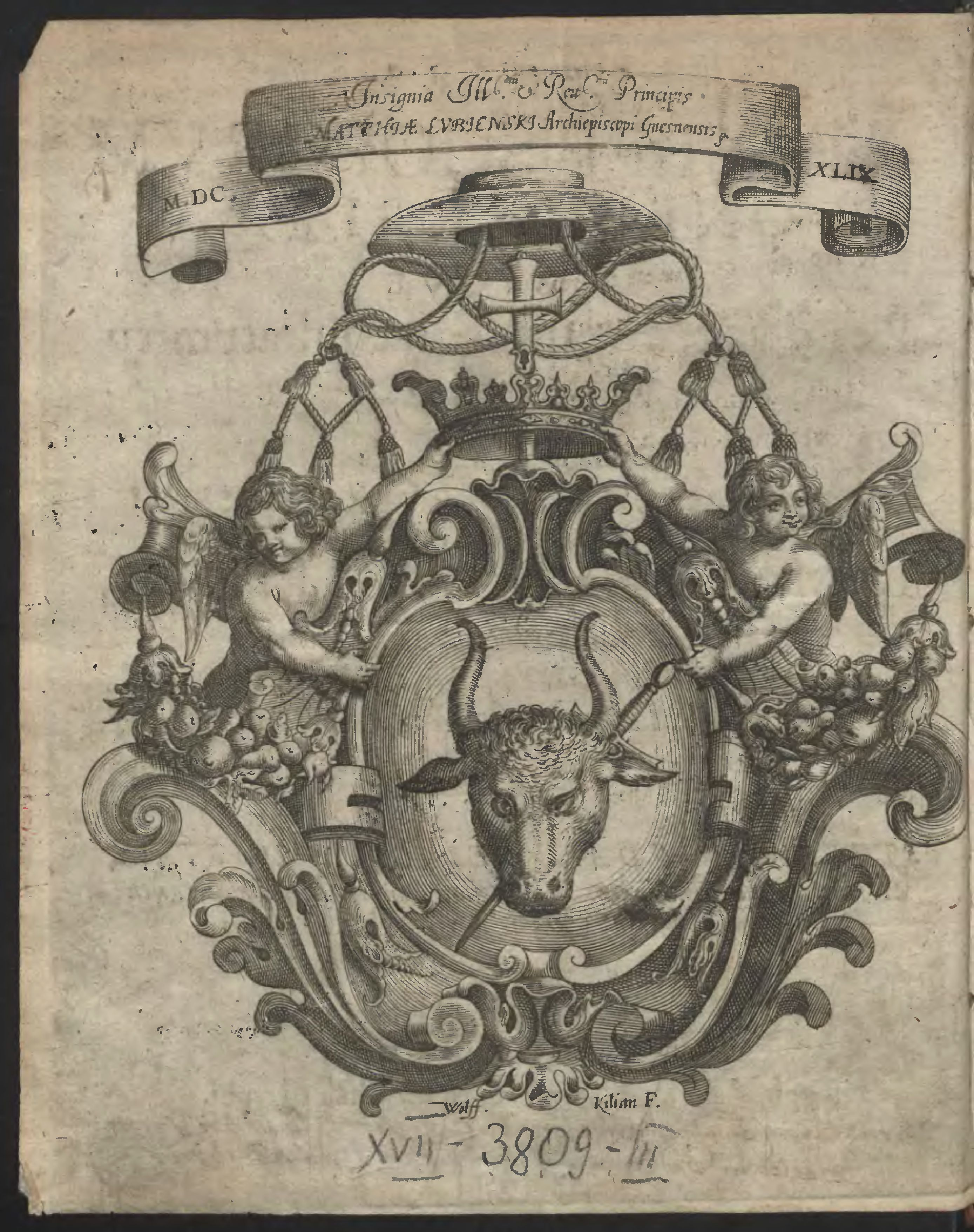
Wappen als Erzbischof von Gnesen (1649)

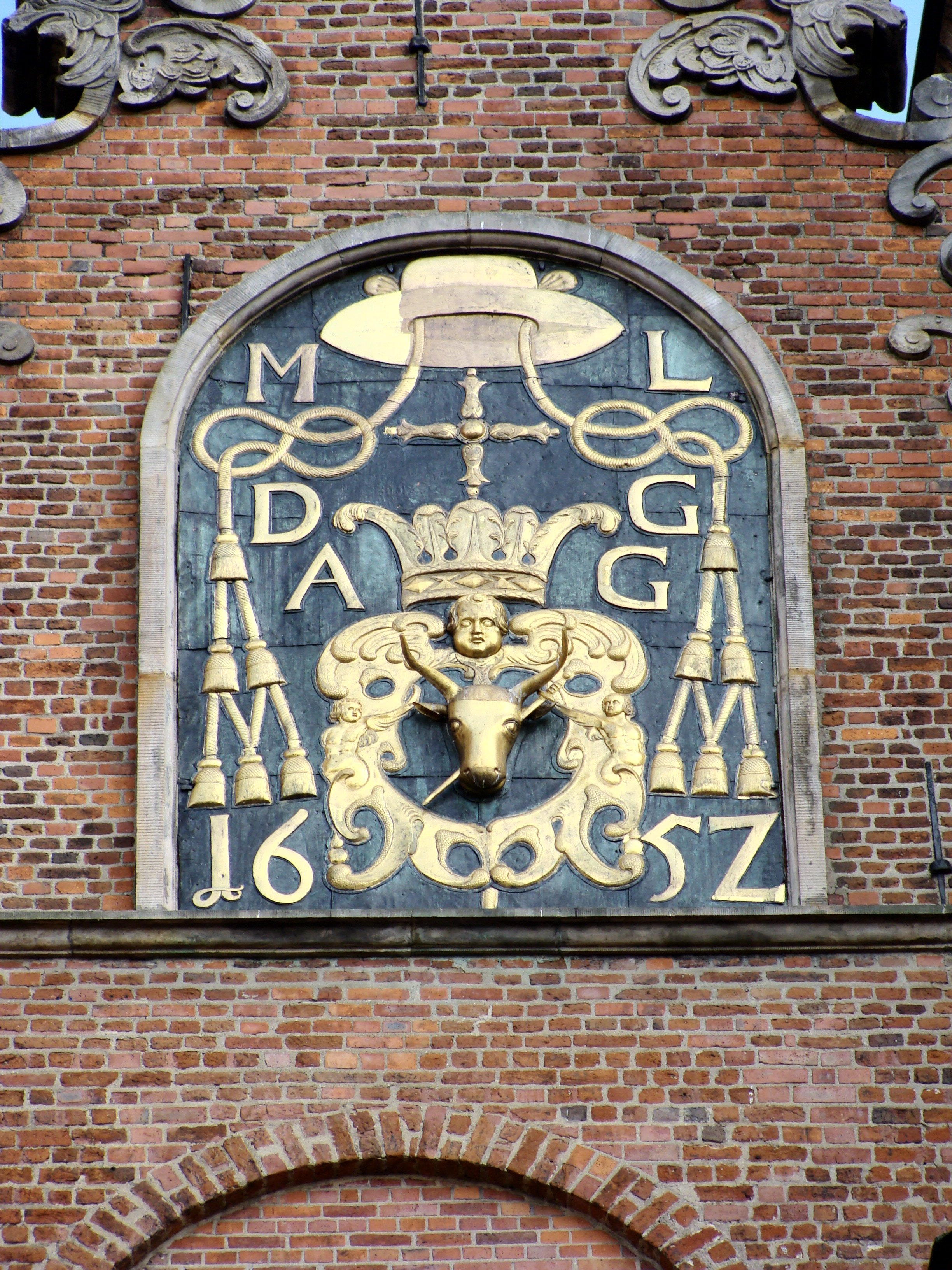
Erzbischofswappen Maciej Łubieńskis an der Erzkathedrale zu Gniezno

Maciej Łubieński aus dem Adelsgeschlecht Łubieński (Wappenzweig Herb Pomian) studierte zunächst in Sieradz, danach am Jesuitenkolleg von Kalisz, später in Poznań und Kraków. Nach seinem Abschluss an der Krakauer Akademie arbeitete er in der Königlichen Kanzlei. Er studierte wenig später in Italien und im Heiligen Reich deutscher Nation Kanonisches Recht.
Im Jahre 1602 empfing er die Priesterweihe. Ab 1607 war er Sekretär und Notar der Kanzlei Sigismunds III. 1615 machte ihn eine Nominierung zur Präpositur des Ordensklosters vom Heiligen Grab in Michowo, wo er Propst wurde. 1620 wurde er Bischof von Chełm, die Bischofsweihe spendete ihm am 31. Oktober 1621 der Bischof von Krakau, Marcin Szyszkowski; Mitkonsekratoren waren Jan Wężyk, Bischof von Przemyśl, sowie Tomasz Oborski, Weihbischof in Krakau. 1626 wurde er Bischof von Poznań, 1631 Bischof von Włocławek und 1641 Bischof von Gniezno sowie Primas von Polen.
Während des Chmelnyzkyj-Aufstands 1648 führte er als Interrex den polnischen Staat und unterzeichnete die Wahl Jan II. Kazimierz Waza zum König. Am 17. Januar 1649 krönte er ihn in der Wawel-Kathedrale zum König.
Als Primas von Polen kümmerte er sich um zahlreiche Sakralgebäude und stiftete z. B. die Kapelle der Matka Boska Częstochowska. Außerdem initiierte er Maßnahmen zur Ökumene. Er gab die Barockisierung der Erzkathedrale zu Gniezno in Auftrag. Maciej Łubieński machte sich auch verdient bei der Normalisierung der Beziehungen zwischen Kirche und Wirtschaft in seinen Diözesen.
Maciej Łubieński veröffentlichte 1627 sein Schriftwerk Constitutiones Capitulorum generalium Miechoviensium ordinis canonicorum Regularium.
Er starb 1652 in Łowicz und wurde in einer eigenen Kapelle der Erzkathedrale zu Gniezno beigesetzt.